# Praga (vállalat)
A Praga, a hétköznapi nyelvhasználatban gyakran Pragovka csehszlovák autógyár volt Prága 9. kerületében. 1907-ben alapították. Autókat, autóbuszokat és tehergépkocsikat, harckocsikat és tüzérségi vontatókat, az 1930-as években repülőgépeket is gyártott. A második világháború után főként tehergépkocsikat állított elő, ebből az időszakból legismertebb gyártmánya a V3S. A Praga márkanevet napjainkban a Praga-Export s.r.o. cég birtokolja, amely gokartokat és speciális utcai autókat is készít.

## Története
A céget 1907-ben alapították Prágai Autógyár (csehül: Pražská továrna na automobily) néven az Első Cseh–Morva Gépgyár (1927-től ČKD) és a Ringhoffer Művek közös vállalkozásaként autók gyártására. Az első években a cég az olasz Isotta Fraschini, majd a francia Renault és Chaon egyes modelljeit gyártotta licenc alapján. A cég 1909-ben bevezette a Praga márkanevet. Az autók iránti kereslet abban az időben még nagyon alacsony volt, a cég két év alatt mindössze 15 autó adott el. Első saját modellje a Praga 01 és a Praga 02 volt 1910-ben, de a sorozatgyártásuk nem indult el.
A cég első sikeres gyártmánya az 1911-ben megjelent Praga V katonai tehergépkocsi lett, amelyet a vállalathoz frissen érkező főkonstruktőr, František Kec tervezett. Az 1930-as évek elejéig az ő tevékenysége határozta meg a Praga fejlesztési irányát. A járműre jelentős megrendelés érkezett az Osztrák–Magyar Monarchia hadseregétől, és a sorozatgyártás egy évtizede alatt több mint ezer darabot készítettek belőle.
Az első világháború előtt kezdődött el a František Kec által tervezett személygépkocsik gyártása is. 1911-ben jelent meg a Praga Mignon középkategóriás személygépkocsi, 1912-ben pedig a Praga Grand felső kategóriás személygépkocsi. 1913-tól gyártották az olcsó népautónak szánt Praga Alfa modellt. Ez volt az első cseh földön készített autó, amely elérte a 100 km/h-s sebességet.
Az első világháború után, 1919-ben František Kec lett az autógyár vezetője. A cég ebben az időszakban már elismert és jelentős autógyártó volt, amely nemzetközi sikereket is elért. Az 1924-ben tervezett Praga Piccolo a legszebb autó díját kapta a genovai autószalonon. Kec azonban 1933-ban elhagyta a Praga céget, miután nézeteltérése adódott a cégvezetéssel az autógyártás jövőbeni irányairól.
A gazdasági világválság után további sikeres modellek jelentek meg. 1934-ben jelent meg a Praga Super Piccolo, a Praga Baby és a Praga Golden, majd a következő évben jött ki a gyár a Praga Lady modellel, melyek már többezres sorozatban készültek.

## Gyártmányai

### Személygépkocsik
- Praga Charon (1909–1913)

- Praga Mignon (1911–1929)

- Praga Grand (1912–1932)
- Praga Alfa (1913–1942)
- Praga Baby (1934–1937)
- Praga Piccolo (1924–1941)
- Praga Super Piccolo (1934–1936)
- Praga Golden (1934–1935)
- Praga Lady (1935–1947)

### Motorkerékpárok
- Praga BD 500 DOHC (1929–1933)
- Praga BC 350 OHC (1932–1933)

### Tehergépkocsik
- Praga V (az első világháborúig)
- Praga N (1917-től)
- Praga A 150 (1947–1951)
- Praga RN
- Praga RND
- Praga RV (1935–1939)
- Praga ND
- Praga V3S (1952–1989)
- Praga S5T (1956–1972)
- Praga UV100 (1985)
- Praga UV120 (1985)
- Praga UV80 (1992-től)

### Autóbuszok
- Praga NDO
- Praga RN
- Praga A150

### Trolibuszok
- Praga TOT
- Praga TNT
- Praga TB 2

### Harckocsik
- Praga LT vz. 38 (motor és hajtómű)
- Panzerwagen 39

### Repülőgépek
- Praga E–41
- Praga BH–44
- Praga E–51
- Praga BH–39 (Praga E–39)
- Praga E–114
- Praga 210

### Tüzérségi vontatók
- Praga T–3
- Praga T–4
- Praga T–6
- Praga T–7
- Praga T–8
- Praga T–9